# Liberators – Befreier
Liberators – Befreier ist ein US-amerikanischer Dokumentarfilm von William Miles und Nina Rosenblum aus dem Jahr 1992. Er behandelt die vergessene Geschichte der überwiegend aus afroamerikanischen Truppen 761st Tank Battalion und 183rd Combat Engineers, die im Zweiten Weltkrieg dienten. Der Film wurde zunächst hochgelobt und für einen Oscar nominiert, wurde aber später kritisiert, da er historisch inakkurat war.

## Handlung
Die Geschichte wird von den beiden Schauspielern Denzel Washington, der als Erzähler fungiert, und Louis Gossett Jr., der Tagebucheinträge vorliest, vorgestellt.
Der Film erzählt die Geschichte der überwiegend afroamerikanisch besetzten Truppen 761st Tank Battalion und 183rd Combat Engineers, die im Zweiten Weltkrieg dienten. Zum Zeitpunkt ihrer Entsendung waren die Vereinigten Staaten ein durch die Rassentrennung tief gespaltetes Land, so dass die Einrichtung der beiden Truppen gemischt aufgenommen wurde. Der Film dokumentiert den Rassismus sowohl an der Heimatfront als auch innerhalb der Armee. Die Dokumentation zeigt Originalaufnahmen in Video und Standbild sowie Interviews mit Zeitzeugen und Tagebucheinträge, die von Gossett Jr. vorgelesen werden.
Der Film zeigt außerdem die Befreiung zweier Konzentrationslager, die im Film als KZ Buchenwald und KZ Dachau angegeben werden.

## Hintergrund
Der Film hatte seine Premiere am 9. November 1992 in der Alice Tully Hall im Lincoln Center in New York City. Anwesend war der US-amerikanische Bürgerrechtler Jesse Jackson. The Liberators: Fighting on 2 Fronts in WWII war Teil der PBS-Reihe The American Experience und wurde erstmals am 11. November 1992, dem US-amerikanischen Veteranentag, ausgestrahlt.  Einen Monat später fand eine Kinovorstellung im Apollo Theatre in Harlem statt.
Der Film wurde bei der Oscarverleihung 1993 als Bester Dokumentarfilm nominiert.
Auf dem Film aufbauend veröffentlichte Lou Potter ein Buch unter dem gleichen Titel.

## Kritik
Das Lexikon des internationalen Films schrieb über den Film, er „dokumentier[e] in eindrucksvoller Weise die Rolle der Afro-Amerikaner bei der Zerschlagung des Faschismus. Er würdig[e] den Mut der Überlebenden des Holocaust und den ihrer schwarzen Befreier.“
Der Film zeigt Videoausschnitte, die nahelegen, dass das 761st Tank Battalion  an der Befreiung von Dachau und Buchenwald beteiligt waren. Tatsächlich gibt es dafür keinen historischen Beleg. Tatsächlich war das 761st an der Befreiung des KZ-Außenlagers Gunskirchen beteiligt, einem Außenlager des KZ Mauthausen.  So wurde zwar Leon Bass als Befreier von Buchenwald vorgestellt. Er besuchte jedoch Buchenwald am 17. April 1945, sechs Tage nach der Befreiung.
The Times of Israel bezeichnete den Film als „tröstliche, inspirierende Geschichte über eine verfolgte Minderheit, die eine andere rettet“, die jedoch nur einen Makel hatte: sie sei komplett erfunden. Dementsprechend bezeichnete sie die Dokumentation als „Sham“ (etwa: „Schein, Heuchelei“). Es wurden Mutmaßungen geäußert, das der Film eine Reaktion auf die Crown Heights Riots war, bei dem Afroamerikaner eine jüdische Gemeinde attackierten. Der Film sollte den Mutmaßungen zufolge seinen Teil dazu beitragen, das sich das Verhältnis zwischen den beiden Minderheiten beruhigte.
Nachdem die Vorwürfe laut wurden, nahm PBS den Film aus ihrem Programm und kündigten eine unabhängige Untersuchung an. Die Oscar-Nominierung erfolgte trotz des Wissens um diese Fehler. Der Oscar ging jedoch an The Panama Deception.